# (33810) Tangirala
(33810) Tangirala est un astéroïde de la ceinture principale.

## Description
(33810) Tangirala est un astéroïde de la ceinture principale. Il fut découvert le 8 décembre 1999 à Socorro (Nouveau-Mexique) par le projet LINEAR. Il présente une orbite caractérisée par un demi-grand axe de 2,28 UA, une excentricité de 0,07 et une inclinaison de 3,7° par rapport à l'écliptique.